# Döbeln
För adelsätten, se von Döbeln.
Döbeln är en tysk stad i distriktet Mittelsachsen i förbundslandet Sachsen. Den ligger vid floden Freiberger Mulde ungefär i mitten av en trekant som bildas av städerna Dresden, Chemnitz och Leipzig. 
Den tidigare kommunen Mochau uppgick i Döbeln den 1 januari 2016. Staden har cirka 24 000 invånare.

## Historia
Orten grundades av slaver bredvid en borg. 981 skänkar kejsare Otto II borgen och samhället till klostret i Memleben. Urkunden till denna donation är den första som nämner orten. 1150 blev Döbeln köping (Marktflecken) och 1286 betecknas Döbeln som civitas (ort med fortifikation). Under senare medeltiden hade staden en ringmur. Ortens utveckling försvagas av flera krig, stadsbränder och epidemier. Till exempel ägde under Europeiska sjuårskriget ett slag mellan Preussen och Tysk-romerska riket rum. 1852 får Döbeln anslut till järnvägsnätet.
Staden drabbades tre gånger av större översvämningar: 1897, 2002 och 2013.

## Jättestövlarna från Döbeln och Leisnig
I samband med industrialiseringen hotades flera traditionella hantverkare av arbetslöshet. I regionen kring Döbeln var det främst skomakare. För att få mer uppmärksamhet skapade sju skomakarmästare 1925 en jättestövel som var 3,70 meter hög. Stöveln flyttades senare till staden Leisnig och vårdades där av en skomakare och efter 1957 visades stöveln på borgen Mildenstein nära Leisnig. Efter Tysklands återförening fick de gamla traditionerna ny betydelse i regionen. Döbelns medborgare krävde att skon skulle lämnas tillbaka vilket skedde 2010 efter ett domslut. Den ursprungliga stöveln restaurerades 2012 och den är utställd i Döbelns rådhus.
Redan 1996 hade skomakare från Leisnig skapad en ännu större stövel som blev förtecknad i Guinness Rekordbok. Den är 4,90 meter hög och väger 439 kilogram. För traditionens skull etablerades ett livgarde för skon som uppträder i historiska uniformer. Även i Döbeln framställdes en ny jättestövel som kan visas utanför rådhuset vid olika festligheter. Den står annars i Döbelns brygghus.

## Bilder

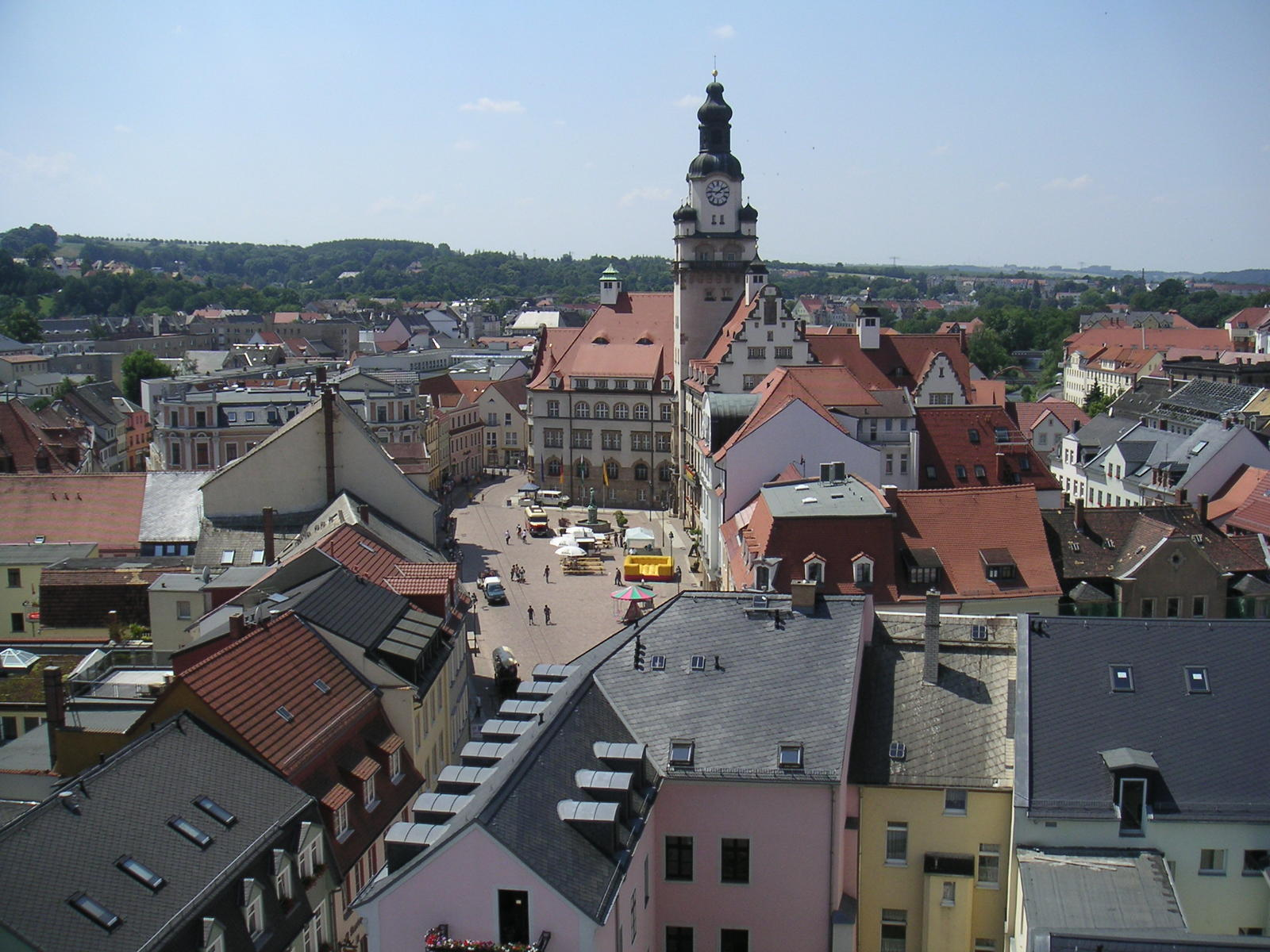
Vy över staden med rådhuset i mitten.
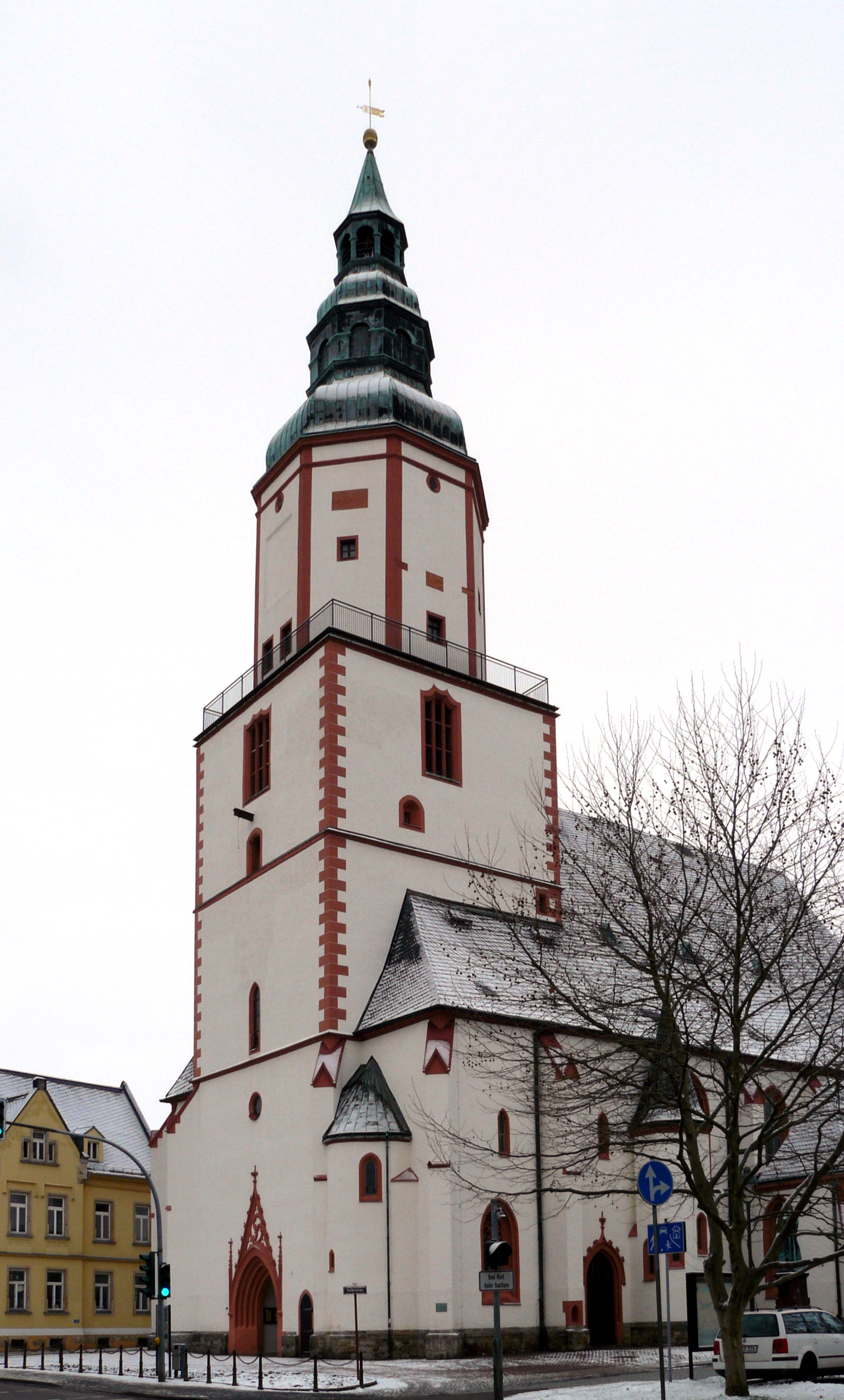
Kyrka St Nikolai
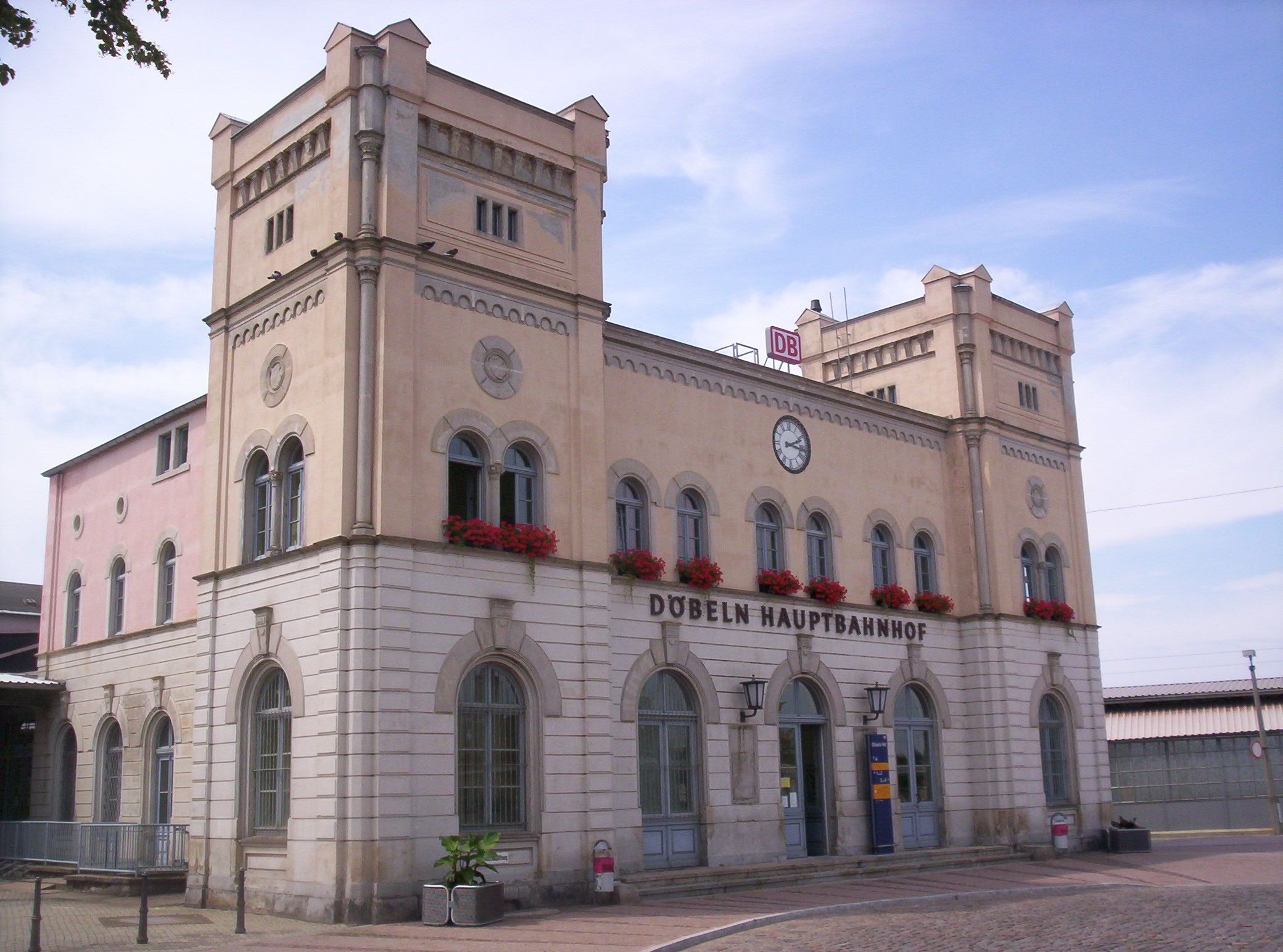
Järnvägsstationen
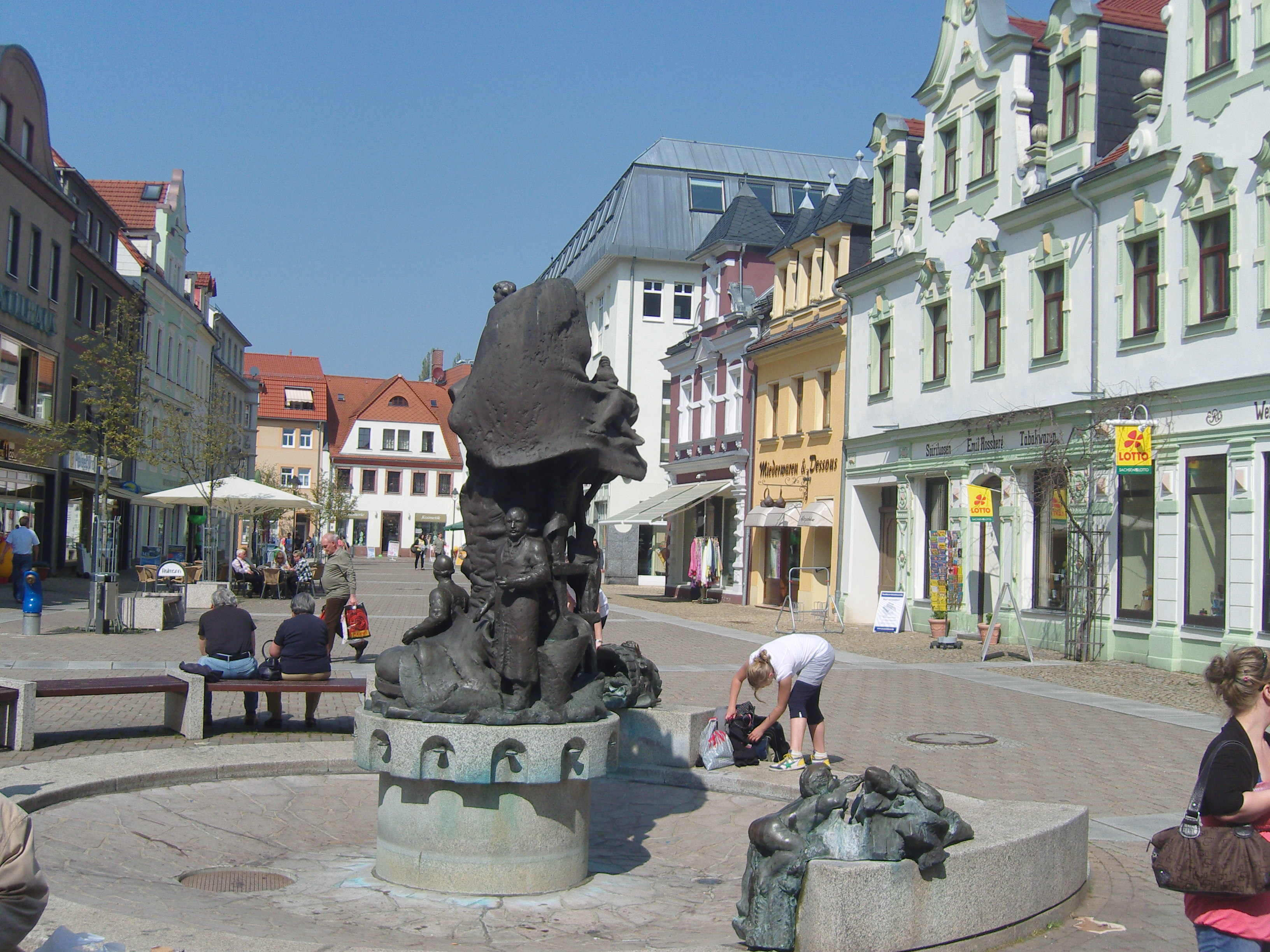
Fontän i staden med jättestöveln som tema